# Victory Bateman
Victory Bateman, nata Victory Creese (Filadelfia, 6 aprile 1865 – Los Angeles, 2 marzo 1926), è stata un'attrice statunitense, attiva nel cinema muto degli anni '10 e '20.

## Filmografia parziale
- For Her Boy's Sake (1913)
- The Lady Killer (1913)
- L'Article 47 (1913)
- The House in the Tree (1913)
- The Ten of Spades (1914)
- Romeo and Juliet, regia di J. Gordon Edwards (1916)
- The Passing of the Third Floor Back, regia di Herbert Brenon (1918)
- The Service Star, regia di Charles Miller (1918)
- Cinderella's Twin, regia di Dallas M. Fitzgerald (1920)
- Keeping Up with Lizzie, regia di Lloyd Ingraham (1921)
- A Trip to Paradise, regia di Maxwell Karger (1921)
- The Idle Rich, regia di Maxwell Karger (1921)
- A Girl's Desire, regia di David Smith (1922)
- S'io fossi regina (If I Were Queen), regia di Wesley Ruggles (1922)
- Captain Fly-by-Night, regia di William K. Howard (1922)
- Can a Woman Love Twice?, regia di James W. Horne (1923)
- Human Wreckage, regia di John Griffith Wray (1923)
- The Eternal Three, regia di Marshall Neilan e Frank Urson (1923)
- Tess of the d'Urbervilles, regia di Marshall Neilan (1924)
- Scompiglio (The Turmoil), regia di Hobart Henley (1924)